# Rauer Spargel
Der Raue Spargel (Asparagus pseudoscaber) ist eine Pflanzenart aus der Gattung Spargel (Asparagus) in der Familie der Spargelgewächse (Asparagaceae).

## Merkmale
Rauer Spargel ist eine ausdauernde, krautige Rhizom-Pflanze, die Wuchshöhen von 70 bis 110 (selten 40 bis 200) Zentimeter erreicht. Der Hauptspross weist ungefähr 10 papillös-raue Rippen auf. Die Äste sind waagerecht gerichtet. Die Scheinblätter sind grün oder etwas bläulich. Männliche Blüten sind 5 bis 6 Millimeter lang, weibliche 2,5 bis 3 Millimeter. Der Blütenstiel ist 15 bis 25 (selten 10 bis 35) Millimeter lang.
Die Blütezeit reicht von Mai bis Juni.

## Vorkommen
Rauer Spargel kommt in Süd- und Ost-Rumänien, der West-Ukraine und möglicherweise auch in Serbien vor. Er wächst auf Auwiesen, feuchten Sandküsten und erträgt auch Salzboden.

## Nutzung
Rauer Spargel wird selten als Zierpflanze genutzt.

## Gefährdung und Schutzmaßnahmen
Aufgrund fehlender Angaben zur Gefährdung und Populationszustand dieser Art wird sie von der IUCN in der Kategorie Data Deficient (ungenügende Datenlage) geführt.

## Belege
1. ↑  Asparagus pseudoscaber in der Roten Liste gefährdeter Arten der IUCN 2013.2. Eingestellt von: Kell, S.P., 2011. Abgerufen am 17. Mai 2014.